# Academia Británica de las Artes Cinematográficas y de la Televisión
La Academia Británica de las Artes Cinematográficas y de la Televisión (British Academy of Film and Television Arts, BAFTA) es una organización benéfica que reúne a las personalidades de las industrias cinematográfica, televisiva y de los videojuegos en el Reino Unido.
La academia está compuesta, en su conjunto, de aproximadamente 6500 miembros que tienen como objetivo "apoyar, motivar e inspirar a aquellos que trabajan en el cine, la televisión o el mundo de los videojuegos, identificando y premiando su excelencia, y educando a aquellos que hacen uso de cualquiera de estas formas de arte visual en movimiento".

## Introducción
La Academia se creó el 16 de abril de 1947 en una reunión que tuvo lugar en el Hyde Park Hotel de Londres, donde asistieron, entre otros, los directores David Lean, Alexander Korda y Carol Reed, el actor Charles Laughton o el escritor Roger Manvell. Su primer nombre fue Academia Británica de Cinematografía (The British Film Academy) y su primer presidente fue el cineasta David Lean. 
En 1958, la Academia se unió al Sindicato de Productores y Directores (The Guild of Television Producers and Directors) para formar la Sociedad de Cinematografía y Televisión (The Society of Film and Television),  entidad que se convertiría en 1976 en la actual Academia Británica de las Artes Cinematográficas y de la Televisión.
La sede oficial de la Academia se encuentra en Piccadilly, una de las principales avenidas de Londres, aunque cuenta con sedes en Escocia (BAFTA Scotland), Gales (BAFTA Cymru), Nueva York (BAFTA East Coast) y Los Ángeles (BAFTA/LA).
Esta asociación concede anualmente sus premios para reconocer a aquellos que han contribuido con su trabajo creativo al avance de la cinematografía Británica. Al coincidir muchos de sus miembros con los académicos con derecho a voto en los Óscar, las candidaturas de ambos premios suelen coincidir, con lo cual se convierten en una buena piedra de toque para la ceremonia de los Óscar. Por esta razón, los premios son conocidos como los Óscar Británicos.
El premio que se otorga en estos premios es una escultura diseñada por el artista Mitzi Cunliffe y representa una máscara, el símbolo tradicional del teatro y la tragicomedia.
Desde 1989, la sede de Los Ángeles celebra su propia ceremonia de entrega de premios, llamados los Britannia Awards.
Además de los premios que otorga, la Academia Británica realiza actuaciones educativas a lo largo de todo el año, incluyendo proyecciones de películas o retrospectivas de artistas.

## Premios entregados en Londres

### Premios BAFTA de cine
Hasta el año 2001, la ceremonia de entrega de los Premios de Cine de la Academia Británica tenía lugar habitualmente durante el mes de abril o mayo, pero a partir del año 2002, la ceremonia se adelantó al mes de febrero, para preceder a los Premios Óscar. En 2008, la ceremonia tuvo lugar en la Royal Opera House, sustituyendo a su sede habitual desde 2000, el Odeon Cinema. Estos premios están abiertos a todas la nacionalidades, a pesar de que existan dos categorías como son la Mejor Película Británica o la Mejor nueva estrella.
Película
- BAFTA a la mejor película (desde 1948)
- BAFTA a la mejor película británica (en memoria de Alexander Korda) (desde 1948)
- BAFTA a la mejor película de habla no inglesa (desde 1948)
- BAFTA al mejor cortometraje (desde 1980)
- BAFTA a la mejor película de animación (desde 2006)

Equipo de rodaje
| - BAFTA al mejor actor (desde 1953) - BAFTA a la mejor actriz (desde 1953) - BAFTA al mejor guion de película británica (entre 1955 y 1967) - BAFTA al mejor director (en memoria de David Lean) - BAFTA al mejor actor de reparto (desde 1969) - BAFTA a la mejor actriz de reparto (desde 1969) - BAFTA al mejor guion (entre 1969 y 1983) - BAFTA a la mejor fotografía (desde 1969) - BAFTA al mejor sonido (desde 1969) | - BAFTA a la mejor música de película (en memoria de Anthony Asquith) - BAFTA al mejor diseño de producción (desde 1969) - BAFTA al mejor diseño de vestuario (desde 1969) - BAFTA al mejor montaje (desde 1978) - BAFTA al mejor director, guionista o productor británico novel (en memoria de Carl Foreman) - BAFTA a los mejores efectos visuales (desde 1983) - BAFTA al mejor maquillaje y peluquería (desde 1983) - BAFTA al mejor guion original (desde 1984) - BAFTA al mejor guion adaptado (desde 1984) - Premio Orange a la estrella emergente |

Premio de Honor
- BAFTA Academy Fellowship Award (desde 1971)

Premio de Serie
- BAFTA a la mejor serie preescolar (desde 2006)

#### Premio a la estrella emergente
Este premio se otorga el mismo día que los Premios BAFTA. Su fin es promocionar a los nuevos talentos del mundo interpretativo, ya sea cinematográfico o televisivo. Los candidatos son elegidos por un jurado nombrado por la Academia, sin tener en cuenta el sexo o la nacionalidad, y el ganador es elegido por el público. Este premio está dedicado a la memoria de Mary Selway, reconocida directora de casting descubridora de grandes actores y actrices.

### Premios BAFTA de televisión
La entrega de los Premios de Televisión de la Academia Británica tiene lugar durante el mes de abril o mayo de cada año. Estos premios también son conocidos como los Premios BAFTA de la Televisión. Estos premios se vienen entregando desde el año 1954, y en su primera edición se entregó en 6 categorías.
Entre los años 1968 y 1997, los premios de televisión y los premios cinematográficos se entregaron en la misma ceremonia, pero con el fin de dinamizarlas, desde la edición de 1998 se volvieron a entregar en dos galas separadas.
Unos días después de la ceremonia de entrega de los premios de televisión se realiza la ceremonia de entrega de los premios técnicos, orientados a otras áreas de la industria, como los efectos especiales, el diseño de producción o el diseño de vestuario.
Estos premios están abiertos exclusivamente a programas de televisión británicos —a excepción del Pioneer Award, votado por la audiencia—, aunque cualquier medio, ya sea por cable, satélite, televisión analógica o televisión digital del Reino Unido puede presentar candidatos. Los programas presentados han debido ser emitidos entre el 1 de enero y el 31 de diciembre del año anterior al de la ceremonia.
Principales categorías de actuación
- BAFTA al mejor actor - TV
- BAFTA a la mejor actriz - TV

#### Baftagate
La edición de los premios de 1991 se convirtió en una de las más controvertidas de la historia, cuando la serie Prime Suspect se impuso a la favorita, G.B.H., en la categoría de Mejor Serial Dramático. En lo que se vino a llamar como "Baftagate", cuatro de los miembros del jurado declararon públicamente haber votado por la serie G.B.H.  y pidieron revisar los votos, pero estos habían sido destruidos.

### Premios BAFTA Infantiles
Los Premios Infantiles de la Academia Británica fueron establecidos en 1995 para premiar la excelencia en las artes visuales destinadas al público infantil, siendo entregados en una ceremonia que se celebra cada mes de noviembre.
En la edición de 2008, se entregaron premios en 19 categorías de cine, televisión, videojuegos y contenidos en línea. La ceremonia de entrega de premios tuvo lugar el 30 de noviembre de 2008 en el hotel London Hilton.

### Premios BAFTA de videojuegos
La Academia reconoció el trabajo en el mundo de los videojuegos y otros medios interactivos en la primera entrega de sus Premios BAFTA de Entretenimiento Interactivo en 1998. Su fin era recompensar a los mejores sitios web y a los mejores videojuegos realizados anualmente.
Estos premios fueron separados en dos ceremonias en la edición de 2004; por un lado se crearon los Premios BAFTA de Videojuegos, premios que continúan en la actualidad, y por otro lado se crearon los Premios BAFTA Interactivos, que se entregaron hasta el año 2005, desapareciendo en las ediciones posteriores.
En 2006, la Academia anunció su decisión de "otorgar a los videojuegos el mismo status que a las películas y a la televisión", y confirmó que la ceremonia celebrada en el Camden Roundhouse de Londres el 5 de octubre sería televisada por primera vez.

## Premios entregados en Los Ángeles

### Premios Britannia
Los Premios Britannia  concedidos por la BAFTA/LA, comenzaron a otorgados en 1989 y tienen lugar entre octubre y noviembre de cada año. Estos premios no se entregan a películas o programas de televisión, sólo a personas individuales.
Durante los primeros 10 años de historia del premio sólo se otorgaba un premio en cada edición, llamado el "Premio Britannia a la excelencia en el cine", pero desde 1999 el número de premios ha ido creciendo, concediéndose cuatro en la edición de 2005: el "Premio Brittania Stanley Kubrick Britannia a la excelencia en el cine" (el premio original fue renombrado en 2000 como homenaje a Stanley Kubrick); el "Premio Britannia John Schlesinger a la excelencia artística en dirección" (incluido en 2003 para homenajear al director John Schlesinger); el "Premio Britannia a la excelencia artística en el entretenimiento internacional"; y el "Premio Cunard Britannia a la contribución de toda una vida a la cinematografía internacional". Con excepción de los dos primeros de los premios, que son otorgados en todas las ediciones, los otros dos premios pueden variar de nombre o no entregarse de año en año.
Algunos de los ganadores del Premio Britannia son Denzel Washington, Kate Winslet, Sir Sidney Poitier, Rachel Weisz, Anthony Minghella, Tom Cruise, Dame Elizabeth Taylor, Mike Newell, Ronald Neame, Albert Broccoli, Michael Caine, Peter Ustinov, Martin Scorsese, Anthony Hopkins, Dustin Hoffman, John Travolta, Stanley Kubrick, Steven Spielberg, George Lucas, Hugh Grant, Peter Weir, Tom Hanks, Angela Lansbury, Helen Mirren, Helena Bonham Carter y Daniel Craig.

## Premios entregados en Escocia y Gales

### BAFTA Escocia
BAFTA Escocia es el organismo nacional de la Academia Británica de las Artes Cinematográficas y de la Televisión en Escocia, financiada principalmente por los principales medios escoceses. Creada en 1997, entregan unos premios anuales para reconocer los logros de artistas y productores del cine y la televisión escocesa. Estos premios son distintos a los entregados por la Academia Británica tanto en televisión como en cine, aunque puede ocurrir que películas o programas de televisión premiados por la organización escocesa lo sean también por la británica.

### BAFTA Cymru
BAFTA Cymru es el organismo nacional de la Academia Británica de las Artes Cinematográficas y de la Televisión en Gales. Creado en 1991, celebran una ceremonia anual de entrega de premios para premiar los logros conseguidos tanto por artistas como por productores galeses en el ámbito del cine y la televisión. Estos premios son distintos a los entregados por la Academia Británica tanto en televisión como en cine, aunque puede ocurrir que películas o programas de televisión premiados por la organización galesa lo sean también por la británica.